# Jekaterina Wiktorowna Galizkaja
Jekaterina Wiktorowna Galizkaja (russisch Екатерина Викторовна Галицкая, engl. Transkription Yekaterina Galitskaya; * 24. Februar 1987 in Rostow am Don, RSFSR, Sowjetunion) ist eine ehemalige russische Leichtathletin, die sich auf den 100-Meter-Hürdenlauf spezialisiert hat.

## Sportliche Laufbahn
Erste internationale Erfahrungen sammelte Jekaterina Galizkaja im Jahr 2012, als sie bei den Hallenweltmeisterschaften in Istanbul mit 8,26 s im Halbfinale im 60-Meter-Hürdenlauf ausschied. Im Sommer nahm sie an den Olympischen Sommerspielen in London teil und 2014 startete sie bei den Hallenweltmeisterschaften in Sopot sowie bei den Europameisterschaften in Zürich. 2015 kam sie bei den Weltmeisterschaften in Peking im Halbfinale über 100 m Hürden nicht ins Ziel und anschließend siegte sie in 13,06 s bei den Militärweltspielen im südkoreanischen Mungyeong und sicherte sich zudem mit der russischen 4-mal-100-Meter-Staffel in 44,20 s die Silbermedaille hinter dem brasilianischen Team. 2018 wurde sie bei einer Nachuntersuchung der Dopingproben der Olympischen Spiele aus dem Jahr 2012 des Dopingsüberführt und ab Februar 2019 für vier Jahre gesperrt. Zudem wurden all ihre Ergebnisse zwischen 17. Juli 2012 bis 31. Dezember 2014 annulliert. Ihre Sperre wurde nach einer Berufung auf drei Jahre reduziert. 2024 beendete sie dann ihre aktive sportliche Karriere.
In den Jahren 2016 und 2018 wurde Galizkaja russische Meisterin im 100-Meter-Hürdenlauf sowie 2012 Hallenmeisterin über 60 m Hürden.

## Persönliche Bestleistungen
- 100 m Hürden: 12,78 s (+1,1 m/s), 5. Juli 2012 in Tscheboksary
  - 60 m Hürden (Halle): 8,04 s, 22. Februar 2012 in Moskau